# William Smith O’Brien (Politiker, 1862)
William Smith O’Brien (* 8. Januar 1862 bei  Philippi, West Virginia; † 10. August 1948 in Buckhannon, West Virginia) war ein US-amerikanischer Politiker. Zwischen 1927 und 1929 vertrat er den dritten Wahlbezirk des Bundesstaates West Virginia im US-Repräsentantenhaus.

## Werdegang
William O’Brien besuchte die öffentlichen Schulen seiner Heimat und danach die Weston Academy sowie die West Virginia University in Morgantown. Danach arbeitete er unter anderem als Lehrer, Zeitungsverleger, auf Farmen und in Fabriken, ehe er ein Jurastudium begann. Nach seiner im Jahr 1892 erfolgten Zulassung als Rechtsanwalt begann er in Buckhannon in seinem neuen Beruf zu arbeiten. Zwischen 1894 und 1895 war er auch Hauptmann bei der Nationalgarde von West Virginia. Von 1913 bis 1919 amtierte O’Brien als Richter im zwölften Gerichtsbezirk des Staates.
O’Brien war Mitglied der Demokratischen Partei. 1926 wurde er für den dritten Distrikt von West Virginia in das US-Repräsentantenhaus in Washington, D.C. gewählt, wo er am 4. März 1927 die Nachfolge des Republikaners John M. Wolverton antrat. Da er bei den Wahlen des Jahres 1928 gegen Wolverton verlor, konnte er bis zum 3. März 1929 nur eine Legislaturperiode im Kongress absolvieren. Nach seiner Zeit im Repräsentantenhaus arbeitete O’Brien wieder als Anwalt. Von 1932 bis zu seinem Tod im Jahr 1948 war er als Secretary of State geschäftsführender Beamter der Staatsregierung von West Virginia.